# Rediviva emdeorum
Rediviva emdeorum är en biart som beskrevs av Vogel och Michener 1985. Rediviva emdeorum ingår i släktet Rediviva och familjen sommarbin. Inga underarter finns listade i Catalogue of Life.